# Тименко Григорій Трохимович
Григорій Трохимович Тименко (8 лютого 1945, с. Проців — у листопаді 1968 або пізніше) — український поет-шістдесятник, діяч самвидаву.

## Життєпис
Народився в с. Проців Бориспільського району Київської області.
Батько, Трохим Тименко, не повернувся з фронту. Мати, Пелагія Андріївна Грушко, надовго пережила сина (12 жовтня 1905 року — 4 жовтня 1989 року).
В архіві поета Віктора Могильного (Віть Вітько) зберігається трудова книжка на ім'я Григорія Трохимовича Тименка, яку 1996 року переписав письменник Костянтин Коверзнєв. Очевидно, Тименко не міг неправильно заповнити трудову книжку. Таким чином, можна висловити припущення, яке пояснить плутанину з днем і роком народження поета (Олесь Бердник називав дату народження Тименка 10 січня 1944 року), що фронтовик Григорій Тименко не міг бути батьком поета, якщо той народився в лютому 1945 року. Віктор Могильний свідчив Костянтину Коверзнєву про те, що декілька разів у розмовах з ним Григорій Тименко називав себе байстрюком.
Майбутній поет навчався у сільській школі, у 1959 році закінчив повний семирічний курс. Продовжив навчання в Києві, у 20-й середній вечірній школі робітничої молоді, живучи у сестри Паші в передмісті Києва.
Закінчив Київське поліграфічне училище № 18, вступив до Київського університету, однак невдовзі залишив його, як зазначає дослідник, імовірно через матеріальні обставини.
Починає писати вірші. 1962 року був запрошений на республіканський семінар молодих поетів і прозаїків; відвідує літературну студію Київського університету.
З 1964 року зрідка друкується в молодіжній пресі. Зближується з українською молоддю, що стала в опозицію до тоталітарного режиму та політики русифікації, бере участь разом зі своїми друзями, братами Миколою та Андрієм Кабалюками, у тиражуванні матеріалів самвидаву. Видає «машинописні» збірки своїх поезій. У 1965 році подав рукопис своєї збірки «Голос невидного» до видавництва ЦК ВЛКСМУ «Молодь», однак її було відхилено. Редакційні закиди вказували на «тенденційну слабкість», ніби автор «за всяку ціну хоче бути оригінальним», що «явища природи, сутність речей та сенс людського існування він хоче осмислювати, як філософ». Ще йому закидали незнання мови, хоч більше підстав було говорити про несприйняття його поетичної мови людьми, що звикли до віршованої риторики. Більше Григорій Тименко до київських видавництв не звертався.
Деякий час працював друкарем на поліграфічному комбінаті «Радянська Україна», полишив роботу через травму. У 1966 році працював коректором у видавництві «Наукова думка», але був звільнений. Далі довелося піти з видавництва «Радянська школа».
Великою втратою стала для Григорія смерть сестри, яку він любив, яка була йому підпорою в побуті, та смерть найкращого друга — талановитого поета Олексія Булиги. Навесні 1968 року в нього відібрали помешкання, що належало сестрі.
У листопаді 1968 року Тименко безслідно зник. Ні рідні, ні близькі друзі не могли нічого пояснити. Звернення до міліції та КДБ нічого не дали — жодних свідчень не знайшлося. Ходили різні версії його зникнення, однак якихось достовірних здогадок не можна виділити.

## Творчість
Поетична спадщина поета, якщо зважати на обставини його біографії (усього 23 роки до таємничого зникнення), досить об'ємна: дві машинописні збірки, які встиг підготувати та «видати» сам Григорій Тименко, та ще кілька десятків розрізнених циклів та віршів. Характерними його поезії є надтонке відчуття природи й світу та натурфілософізм.
Його «учнівський» період тривав недовго, а «творчою зрілістю» (попри юнацький вік!) Іван Дзюба називає 1965—1967 роки (останній рік життя, 1968, не був таким плідним через втрати близьких, менше збереглося чи знайшлося).
«Поезія Григорія Тименка цілковито випала з „магнітного поля“ офіційної літератури, публічного самоозначення людини тодішнього радянського суспільства», — пише дослідник. «Реальна дійсність» соціалістичної сучасності як єдиноможливий об'єкт «літератури соціалістичного реалізму» не існувала для поета. На певний час постать поета відійшла у забуття.
Перший, хто за часів незалежної України оприлюднив розвідку про поета, був письменник Костянтин Коверзнєв, який отримав матеріали від Тименкового друга Віктора Могильного, Івана Дзюби та письменника Станіслава Вишенського, і надрукував статтю «Голос невидного» та добірку віршів Григорія Тименка в «Робітничій газеті» (№ 9, 22 січня 1997 року). Того ж 1997 року у 2-му номері журналу Сучасність вийшла добірка віршів Тименка з передмовою Івана Дзюби. Дослідник збирав матеріали про поета, аби видати його збірку, тож на прохання Дзюби друг Григорія Тименка, Олесь Бердник, 1988 року написав спогади, крім того видрукував його невеличку збірку в журналі Україна.
Завдяки зусиллям академіка Івана Дзюби 2015 року вийшла у світ перша друкована книга Григорія Тименка «На вулиці мертвого сонця».

### Творчі домінанти
Григорій Тименко вирізнявся своєрідною пластикою думки, її епічністю, більшою гармонійністю і «соборністю» суб'єкта самовираження, концентрацією в ньому сутнісних людських рис. Він промовляє не так від свого емпіричного «Я», як метафізичного, чи часом, як каже Іван Дзюба, родового, чим відрізнявся від представників Київської школи поезії.
Самодостатність була не лише його життєвим кредо, але й означилася у творчості пафосом людини як генератора творчої волі, що протистоїть механічній дії обставин.
Натурфілософія, якій властиво сприймати людину та природу як єдиний об'єкт, у творчості Г. Тименка є засадничою категорією. Для нього природа — це центр абсолютного знання та гармонії, місце, де все живе за усталеними законами, які відрізняються від абсурдних людських настанов.
Природа — це те, на досягнення чого спрямований автор, який перебуває у пошуках шляхів повернення до основ буття:
В ядро комет, де пилюга — напій
Щоб там спочити від гамору планети, А потім ще раз розчинитись в ній».
Для Григорія Тименка природа постає у своїй цілісності, у переплетінні народження та смерті, у зміні пір року тощо. Тому не дивно, що, окрім бажання з'єднатися з першопочатками, у поета з'являється тема смерті. Смерть у нього не має особливого трагізму, бо поет на неї дивиться не з погляду конечної людини, яка більше нічого не має, крім власного життя, а як на закон Універсуму, як складову циклу оновлення планети (зрештою, без смерті немає переродження), і саме це у поета осмислюється по-філософськи:
У синтезі два корені жень-шеню…
Без вимірів дорога до конання, Без вимірів дорога воскресіння».
Екзистенційний драматизм явився у поета широкоплинним входженням у матерію світу, без істерики перед жорстокістю і таїною життя, без нервовості, «розладнаності» душевного механізму. Григорій Тименко неквапливо, з гідністю рефлексував над світом.
Якщо ж шукати джерела «катастрофізму» поета, то варто згадати про ряд причин, з яких він відчував страх та наближення біди («позаканонічність» та надмірну інтелектуальність його письма, яке могло бути надруковане тільки у самвидаві, приховані антирадянські мотиви, що можна вичитати з його віршів), стає очевидно, що головна причина катастрофізму — це життя з дамокловим мечем над головою: постійна присутність «тіні диктатора» та людей, що серед ночі готові «гупати прикладом у двері». Тривожило його відчуття перебування у безжальній машині, яка не зупиняється перед особливим та особистим.

## Покликання та джерела
- Золота пектораль Євген Баран. Голос невидного
- Літературний простір «З праху повстане нечитаний напис»
- Тименко Г. На вулиці мертвого сонця / Григорій Тименко. — Чернівці, «Букрек», 2015. — 178 с. — Третє тисячоліття: українська поезія.
- Коверзнєв К. «Голос невидного» // Робітнича газета. — 1997. — № 9. — С. 4.
- ТИМЕНКО ГРИГОРІЙ ТРОХИМОВИЧ на сайті Віртуальний музей ДИСИДЕНТСЬКИЙ РУХ В УКРАЇНІ